# Лосіхинська сільська рада
Лосі́хинська сільська рада (рос. Лосихинский сельский совет) — сільське поселення у складі Косіхинського району Алтайського краю Росії.
Адміністративний центр — село Лосіха.

## Населення
Населення — 826 осіб (2019; 1006 в 2010, 1317 у 2002).

## Склад
До складу сільської ради входять:
| Населений пункт | Населення, осіб (2002) | Населення, осіб (2010) |
| --------------- | ---------------------- | ---------------------- |
| Лосіха, село    | 1088                   | 848                    |
| Філатово, село  | 229                    | 158                    |